# Гомель-Нечётный
Гомель нечётный (бел. Гомель няцотны) — остановочный пункт в городе Гомель, Беларусь. Территориально располагается в пределах станции Гомель. Год открытия остановочного пункта — 1975.
Железнодорожная платформа находится между станциями Гомель-Пассажирский и Светоч.